# AEW Double or Nothing
AEW Double or Nothing est un événement de catch (lutte professionnelle) produite par la promotion américaine, All Elite Wrestling (AEW), et vidéo-diffusé selon le principe du paiement à la séance (pay-per-view) depuis 2019. L'événement a lieu chaque année autour du Memorial Day. Le premier événement Double or Nothing était également le premier PPV produit par AEW et est donc considéré comme le plus grand événement de l'entreprise. Il s'agit de l'un des quatre PPV nationaux d'AEW, avec All Out, Full Gear et Revolution.

## Histoire
L'événement inaugural de cette fédération qui s'est déroulé le 25 mai 2019 à la MGM Grand Garden Arena à Paradise dans le Nevada. Cet événement de 2019 était également le premier pay-per-view (PPV) produit par All Elite Wrestling (AEW), qui venait d'être fondée en janvier de la même année. En tant que tel, Double or Nothing est considéré comme l’événement principal d’AEW. Le président-directeur général d'AEW, Tony Khan, a qualifié Double or Nothing de l'un des "quatre grands" PPV de la société, ses quatre plus grandes émissions de l'année produites trimestriellement, avec All Out, Full Gear et Revolution.
Alors qu'AEW avait prévu d'accueillir à nouveau l'événement 2020 au même lieu le 23 mai de la même année, le lieu a annulé tous les événements jusqu'au 31 mai en raison de la pandémie de COVID-19. En réponse, la société a annoncé que l'événement 2020 se déroulerait toujours comme prévu (qui a eu lieu au Daily's Place et au TIAA Bank Field à Jacksonville, en Floride), tout en confirmant qu'un troisième Double or Nothing émanerait de la MGM Grand Garden Arena, le 29 mai 2021. En plus d'offrir des remboursements, les billets achetés pour le spectacle de 2020 seraient valables pour l'événement de 2021. Cependant, en raison de la pandémie en cours, l'évènement de 2021 a également été déplacé au Daily's Place de Jacksonville et déplacé d'un jour au 30 mai. En conséquence, la MGM Grand Garden Arena remboursera tous les billets initialement perdus,.

## Historique des Double or Nothing
| # | Événement                | Date        | Ville                 | Lieu                           | Main Event |
| - | ------------------------ | ----------- | --------------------- | ------------------------------ | --- |
| 1 | Double or Nothing (2019) | 25 mai 2019 | Paradise (Nevada)     | MGM Grand Garden Arena         | Chris Jericho contre Kenny Omega Le vainqueur combattra pour le Championnat du monde de l'AEW à All Out                                                                               |
| 2 | Double or Nothing (2020) | 23 mai 2020 | Jacksonville, Floride | Daily's Place, TIAA Bank Field | The Elite (Adam Page, Kenny Omega et The Young Bucks) et Matt Hardy contre The Inner Circle (Chris Jericho, Sammy Guevara, Jake Hager, Ortiz et Santana)                              |
| 3 | Double or Nothing (2021) | 30 mai 2021 | Jacksonville, Floride | Daily's Place, TIAA Bank Field | The Pinnacle (MJF, Wardlow, Shawn Spears, Cash Wheeler et Dax Harwood) contre The Inner Circle (Chris Jericho, Sammy Guevara, Jake Hager, Ortiz et Santana)                           |
| 3 | Double or Nothing (2022) | 29 mai 2022 | Paradise (Nevada)     | T-Mobile Arena                 | "Hangman" Adam Page (c) contre CM Punk pour le Championnat du monde de l'AEW |
| 4 | Double or Nothing (2023) | 28 mai 2023 | Paradise (Nevada)     | T-Mobile Arena                 | The Elite (Adam Page, Kenny Omega et The Young Bucks) contre Blackpool Combat Club (Bryan Danielson, Jon Moxley, Claudio Castagnoli et Wheeler Yuta)                                  |
| 5 | Double or Nothing (2024) | 26 mai 2024 | Paradise (Nevada)     | MGM Grand Garden Arena         | Equipe The Elite (The Young Bucks (Matthew et Nicholas Jackson), Kazuchika Okada et Jack Perry) contre Equipe AEW (FTR (Cash Wheeler et Dax Harwood), Bryan Danielson et Darby Allin) |
| 5 | Double or Nothing (2025) | 25 mai 2025 | Glendale (Arizona)    | Desert Diamond Arena           | "Hangman" Adam Page contre Will Ospreay en finale masculine de la Coupe Owen Hart Le vainqueur combattra pour le Championnat du monde de l'AEW à All In                               |

## Liens Externes
- Site officiel de la AEW